# Mega Man Star Force
Mega Man Star Force, connu au Japon sous le nom de Shooting Star Rockman (流星のロックマン, Ryūsei no Rokkuman), est une série de jeux vidéo de tactical RPG de la série Mega Man développé et publié par la compagnie de jeux vidéo japonaise Capcom pour la console portable de Nintendo, la Nintendo DS. Le premier épisode de la série est sorti le 14 décembre 2006 au Japon, puis est arrivé aux États-Unis le 7 août 2007 suivi d'une sortie en Europe le 30 novembre 2007.
Mega Man Star Force se présente comme une suite non-directe à Mega Man Battle Network en se déroulant 2 siècles après la fin du sixième opus de ce dernier, Mega Man Battle Network 6, mais aucune allusion directe n'y est faite, si ce n'est un caméo de Mega Man Battle Network. Les deux séries n'ont aucun lien direct avec les autres jeux de la série Mega Man. Mega Man Star Force partage aussi la base de son gameplay avec la franchise Battle Network (Virus, Dossier de cartes d'attaques, Grille de combat etc). À noter que la franchise a été adaptée en manga et en anime.
Megaman starforce 4 était en cours de développement entre 2009 et 2010 mais a été abandonné en cours de développement à cause des maigres ventes de megaman starforce 3 et du crossover avec Battle Network.

## Liste des jeux
Shooting Star Rockman (流星のロックマン, Ryūsei no Rokkuman) - (2006),,,,,
- Mega Man Star Force: Pegasus[7],[8]
- Mega Man Star Force: Leo[9],[10]
- Mega Man Star Force: Dragon[11],[12]

Shooting Star Rockman 2 (流星のロックマン2, Ryūsei no Rokkuman 2) - (2007),,,,,
- Mega Man Star Force 2: Zerker × Saurian[19],[20]
- Mega Man Star Force 2: Zerker × Ninja[21],[22]

Shooting Star Rockman 3 (流星のロックマン3, Ryūsei no Rokkuman 3) - (2008),,,,
- Mega Man Star Force 3: Black Ace[28],[29]
- Mega Man Star Force 3: Red Joker[30],[31]

## Crossover
Rockman.EXE: Operate Shooting Star est un portage amélioré du premier titre Mega Man Battle Network et un crossover avec la série Mega Man Star Force,,.

## Adaptation
La série Star Force est adaptée en anime et manga sous le titre Mega Man Star Force (Shooting Star Rockman (流星のロックマン, Ryūsei no Rokkuman) au Japon).